# Дядо Иван (исторически мит)
Дядо Иван е митологизираният образ на освободителката Русия, появил се през Възраждането в колективното съзнание на българския народ под османска власт. Днес този образ е една от основните идеологически тези на русофилството в България.

## Идеологически фундамент
Крайъгълен камък на този общонароден и събирателен израз е концепцията за Трети Рим, оформила се след завоюването на българските земи от османците. Търновският митрополит Дионисий Рали лично носи в Москва през 1591 г. томоса за утвърждаването на РПЦ за пета патриаршия в диптиха на мястото на старата и несъществуваща вече Търновска патриаршия.
През периода на така наречения султанат на жените Михаил Кантакузин Шейтаноглу  има значителен принос за легендарното утвърждаване в масовото съзнание на фигурата на Дядо Иван. Той успява да подсигури признание на царската титла за своя далечен роднина и братовчед Иван Грозни, с когото двамата имат общи предшественици и родственици в лицето на Палеолозите и императрица Елена Драгаш, последната родом от Константиновата земя, т.е. от земята на Константин Драгаш. Този факт е бил добре известен в царския двор в Москва, понеже през 1586 г. цар Фьодор Иванович приема и царски надарява църковна делегация от три български манастира: Осоговския манастир, Благовещенския манастир край Кюстендил и Билинския манастир край Трън.

## Исторически корени
Митичният образ на Дядо Иван произлиза от аналогии с Иван III или Иван IV. „История на България“ (1954 г.) свързва появяването на легендата за дядо Иван с женитбата през 1472 г. на Иван III за София Палеологина – племенница на последния византийски император. Чрез този брак Иван III формално получава по сватовска линия историческото право (посредством Restauratio imperii и Translatio imperii) да се възкачи на престола на вече несъществуващата Византийска империя (завладяна от османците през 1453 г.) и също така моралното задължение да освободи балканските народи от чуждоземните нашественици.

## Съвременна интерпретация
Съвременната интерпретация на образа на Дядо Иван е една от основните идеологически тези на русофилството в България. Въпреки разпространеното твърдение, че русофилството е дълбоко вкоренено в националния манталитет на българите, във фолклора няма никакви следи от него. По-логично обяснение за вярата на българите в Дядо Иван се отнася до поредицата от руско-турски войни през XVIII и XIX в. По това време вярата в Дядо Иван се заражда постепенно. Възрожденските вестници показват, че в годините от средата на XIX век отношението на възрожденците към Русия е двояко, но преобладаващо отрицателно. Българските революционери Ботев, Левски, Стамболов и Захари Стоянов имат като цяло негативно отношение към Русия, която за тях често е олицетворение на назадничавостта и деспотизма. Русофили са предимно представителите на Добродетелната дружина и Одеското настоятелство, които получават субсидии пряко от Славянските комитети в Русия. Едва през периода 1876 - 1878 година отношението на българската интелигенция се преобръща – става категорично положително. По всичко личи, че приказката за Дядо Иван е привнесена на по-късен етап така, както в края на XIX и началото на XX в. в българската народна митология се налага и фигурата на Царя Освободител.